# Robert Arboleda
Robert Abel Arboleda Escobar (n. Esmeraldas, Ecuador; 22 de octubre de 1991) es un futbolista ecuatoriano. Juega de defensa y su equipo actual es el São Paulo Futebol Clube de la Serie A de Brasil. Es internacional con la selección de fútbol de Ecuador.

## Trayectoria

### Olmedo
Realizó las formativas en el Centro Deportivo Olmedo.

### Municipal Cañar
Debuta profesionalmente en el Municipal Cañar en el 2011.

### Grecia de Chone
Tuvo un breve paso por el Grecia de Chone en la temporada 2011-2012.

### Liga de Loja
Para la temporada 2013 es contratado por Liga de Loja, donde tiene destacadas actuaciones en dicho club, llamando la atención de grandes clubes del campeonato local.

### Universidad Católica
Para la temporada 2015 es contratado por Universidad Católica, donde demuestra su solidez como defensor central. Sus buenas actuaciones lo llevaron a debutar en la selección el 25 de mayo de 2016.

### São Paulo F. C.
A mediados del 2017 es fichado por el São Paulo Futebol Clube de Brasil a cambio de 1.7 millones de euros y firma un contrato por un año y luego lo renueva hasta julio de 2022. Su primer año fue difícil, ya que le costó pelear por la titularidad, pero en los años siguientes pudo mantener una titularidad estable.
Disputó la Copa Libertadores 2019, tras tres años sin presencia del club paulista, donde São Paulo F. C. quedó eliminado en la segunda fase de la clasificación frente a Talleres de Córdoba. En el partido de ida como visitante cayó 2-0 y en el partido de vuelta empató 0-0.
En el 2020 lograría nuevamente la clasificación a la Copa Libertadores, pero esta vez directamente a la fase de grupos. El grupo lo compartió junto a River Plate, Liga Deportiva Universitaria y Binacional.

## Selección nacional
Es convocado por primera vez a la selección nacional por el director técnico Gustavo Quinteros, para los encuentros amistosos con las selecciones de México y Argentina.
Arboleda estuvo dentro de los 30 jugadores de Ecuador (preselección), que iba a jugar la Copa América 2015, cuya lista fue reducida a 23, donde Arboleda no fue tomado en cuenta.
Fue convocado a los partidos de eliminatorias frente a las selecciones de Paraguay y Colombia. 
Fue parcialmente rezagado de la selección ecuatoriana de fútbol, a raíz del escándalo del piso 17. Actualmente es considerado uno de los mejores defensas centrales del Ecuador.
El 14 de noviembre de 2022 fue incluido en la lista final para la Copa Mundial Catar 2022.

### Participaciones en Copas Mundiales
| Mundial              | Sede  | Resultado      | Partidos | Goles |
| -------------------- | ----- | -------------- | -------- | ----- |
| Copa Mundial de 2022 | Catar | Fase de grupos | 0        | 0     |

### Participaciones en Copas América
| Copa                    | Sede           | Resultado        | Partidos | Goles |
| ----------------------- | -------------- | ---------------- | -------- | ----- |
| Copa América Centenario | Estados Unidos | Cuartos de final | 0        | 0     |
| Copa América 2019       | Brasil         | Primera fase     | 2        | 0     |
| Copa América 2021       | Brasil         | Cuartos de final | 5        | 0     |

### Participaciones en eliminatorias
| Eliminatorias      | Sede            | Resultado      | Partidos | Goles |
| ------------------ | --------------- | -------------- | -------- | ----- |
| Eliminatorias 2018 | América del Sur | No clasificado | 4        | 0     |
| Eliminatorias 2022 | América del Sur | Clasificado    | 10       | 1     |
| Eliminatorias 2026 | América del Sur | Clasificado    | 3        | 0     |

### Partidos internacionales
Actualizado al último partido jugado el 21 de marzo de 2024. 
| \| N.° \| Fecha \| Ciudad \| Rival \| Resultado \| Resultado \| Competencia \| \| --- \| ------------------------ \| -------------- \| -------------- \| --------- \| --------- \| ----------------------------------- \| \| 1. \| 25 de mayo de 2016 \| Frisco \| Estados Unidos \| 0-1 \| Derrota \| Amistoso \| \| 2. \| 22 de febrero de 2017 \| Guayaquil \| Honduras \| 3-1 \| Victoria \| Amistoso \| \| 3. \| 13 de junio de 2017 \| Harrison \| El Salvador \| 3-0 \| Victoria \| Amistoso \| \| 4. \| 31 de agosto de 2017 \| Porto Alegre \| Brasil \| 0-2 \| Derrota \| Eliminatorias al Mundial Rusia 2018 \| \| 5. \| 5 de septiembre de 2017 \| Quito \| Perú \| 1-2 \| Derrota \| Eliminatorias al Mundial Rusia 2018 \| \| 6. \| 5 de octubre de 2017 \| Santiago \| Chile \| 1-2 \| Derrota \| Eliminatorias al Mundial Rusia 2018 \| \| 7. \| 10 de octubre de 2017 \| Quito \| Argentina \| 1-3 \| Derrota \| Eliminatorias al Mundial Rusia 2018 \| \| 8. \| 7 de septiembre de 2018 \| Harrison \| Jamaica \| 2-0 \| Victoria \| Amistoso \| \| 9. \| 11 de septiembre de 2018 \| Bridgeview \| Guatemala \| 2-0 \| Victoria \| Amistoso \| \| 10. \| 12 de octubre de 2018 \| Doha \| Catar \| 3-4 \| Derrota \| Amistoso \| \| 11. \| 16 de octubre de 2018 \| Doha \| Omán \| 0-0 \| Empate \| Amistoso \| \| 12. \| 21 de marzo de 2019 \| Orlando \| Estados Unidos \| 0-1 \| Derrota \| Amistoso \| \| 13. \| 26 de marzo de 2019 \| Harrison \| Honduras \| 0-0 \| Empate \| Amistoso \| \| 14. \| 9 de junio de 2019 \| Arlington \| México \| 2-3 \| Derrota \| Amistoso \| \| 15. \| 21 de junio de 2019 \| Salvador \| Chile \| 1-2 \| Derrota \| Copa América 2019 \| \| 16. \| 24 de junio de 2019 \| Belo Horizonte \| Japón \| 1-1 \| Empate \| Copa América 2019 \| \| 17. \| 8 de octubre de 2020 \| Buenos Aires \| Argentina \| 0-1 \| Derrota \| Eliminatorias al Mundial Catar 2022 \| \| 18. \| 13 de octubre de 2020 \| Quito \| Uruguay \| 4-2 \| Victoria \| Eliminatorias al Mundial Catar 2022 \| \| 19. \| 12 de noviembre de 2020 \| La Paz \| Bolivia \| 3-2 \| Victoria \| Eliminatorias al Mundial Catar 2022 \| \| 20. \| 17 de noviembre de 2020 \| Quito \| Colombia \| 6-1 \| Victoria \| Eliminatorias al Mundial Catar 2022 \| \| 21. \| 4 de junio de 2021 \| Porto Alegre \| Brasil \| 0-2 \| Derrota \| Eliminatorias al Mundial Catar 2022 \| \| 22. \| 8 de junio de 2021 \| Quito \| Perú \| 1-2 \| Derrota \| Eliminatorias al Mundial Catar 2022 \| \| 23. \| 13 de junio de 2021 \| Cuiabá \| Colombia \| 0-1 \| Derrota \| Copa América 2021 \| \| 24. \| 20 de junio de 2021 \| Río de Janeiro \| Venezuela \| 2-2 \| Empate \| Copa América 2021 \| \| 25. \| 23 de junio de 2021 \| Goiânia \| Perú \| 2-2 \| Empate \| Copa América 2021 \| \| 26. \| 27 de junio de 2021 \| Goiânia \| Brasil \| 1-1 \| Empate \| Copa América 2021 \| \| 27. \| 3 de julio de 2021 \| Brasilia \| Argentina \| 0-3 \| Derrota \| Copa América 2021 \| \| 28. \| 10 de octubre de 2021 \| Caracas \| Venezuela \| 1-2 \| Derrota \| Eliminatorias al Mundial Catar 2022 \| \| 29. \| 11 de noviembre de 2021 \| Quito \| Venezuela \| 1-0 \| Victoria \| Eliminatorias al Mundial Catar 2022 \| \| 30. \| 16 de noviembre de 2021 \| Santiago \| Chile \| 2-0 \| Victoria \| Eliminatorias al Mundial Catar 2022 \| \| 31. \| 29 de marzo de 2022 \| Guayaquil \| Argentina \| 1-1 \| Empate \| Eliminatorias al Mundial Catar 2022 \| \| 32. \| 5 de junio de 2022 \| Chicago \| México \| 0-0 \| Empate \| Amistoso \| \| 33. \| 12 de noviembre de 2022 \| Madrid \| Irak \| 0-0 \| Empate \| Amistoso \| \| 34. \| 17 de junio de 2023 \| Harrison \| Bolivia \| 1-0 \| Victoria \| Amistoso \| \| 35. \| 20 de junio de 2023 \| Chester \| Costa Rica \| 3-1 \| Victoria \| Amistoso \| \| 36. \| 7 de septiembre de 2023 \| Buenos Aires \| Argentina \| 0-1 \| Derrota \| Eliminatorias al Mundial 2026 \| \| 37. \| 12 de septiembre de 2023 \| Quito \| Uruguay \| 2-1 \| Victoria \| Eliminatorias al Mundial 2026 \| \| 38. \| 21 de noviembre de 2023 \| Quito \| Chile \| 1-0 \| Victoria \| Eliminatorias al Mundial 2026 \| \| 39. \| 21 de marzo de 2024 \| Harrison \| Guatemala \| 2-0 \| Victoria \| Amistoso \| |                          |                |                |           |           |                                     |
| N.° | Fecha                    | Ciudad         | Rival          | Resultado | Resultado | Competencia                         |
| 1. | 25 de mayo de 2016       | Frisco         | Estados Unidos | 0-1       | Derrota   | Amistoso                            |
| 2. | 22 de febrero de 2017    | Guayaquil      | Honduras       | 3-1       | Victoria  | Amistoso                            |
| 3. | 13 de junio de 2017      | Harrison       | El Salvador    | 3-0       | Victoria  | Amistoso                            |
| 4. | 31 de agosto de 2017     | Porto Alegre   | Brasil         | 0-2       | Derrota   | Eliminatorias al Mundial Rusia 2018 |
| 5. | 5 de septiembre de 2017  | Quito          | Perú           | 1-2       | Derrota   | Eliminatorias al Mundial Rusia 2018 |
| 6. | 5 de octubre de 2017     | Santiago       | Chile          | 1-2       | Derrota   | Eliminatorias al Mundial Rusia 2018 |
| 7. | 10 de octubre de 2017    | Quito          | Argentina      | 1-3       | Derrota   | Eliminatorias al Mundial Rusia 2018 |
| 8. | 7 de septiembre de 2018  | Harrison       | Jamaica        | 2-0       | Victoria  | Amistoso                            |
| 9. | 11 de septiembre de 2018 | Bridgeview     | Guatemala      | 2-0       | Victoria  | Amistoso                            |
| 10. | 12 de octubre de 2018    | Doha           | Catar          | 3-4       | Derrota   | Amistoso                            |
| 11. | 16 de octubre de 2018    | Doha           | Omán           | 0-0       | Empate    | Amistoso                            |
| 12. | 21 de marzo de 2019      | Orlando        | Estados Unidos | 0-1       | Derrota   | Amistoso                            |
| 13. | 26 de marzo de 2019      | Harrison       | Honduras       | 0-0       | Empate    | Amistoso                            |
| 14. | 9 de junio de 2019       | Arlington      | México         | 2-3       | Derrota   | Amistoso                            |
| 15. | 21 de junio de 2019      | Salvador       | Chile          | 1-2       | Derrota   | Copa América 2019                   |
| 16. | 24 de junio de 2019      | Belo Horizonte | Japón          | 1-1       | Empate    | Copa América 2019                   |
| 17. | 8 de octubre de 2020     | Buenos Aires   | Argentina      | 0-1       | Derrota   | Eliminatorias al Mundial Catar 2022 |
| 18. | 13 de octubre de 2020    | Quito          | Uruguay        | 4-2       | Victoria  | Eliminatorias al Mundial Catar 2022 |
| 19. | 12 de noviembre de 2020  | La Paz         | Bolivia        | 3-2       | Victoria  | Eliminatorias al Mundial Catar 2022 |
| 20. | 17 de noviembre de 2020  | Quito          | Colombia       | 6-1       | Victoria  | Eliminatorias al Mundial Catar 2022 |
| 21. | 4 de junio de 2021       | Porto Alegre   | Brasil         | 0-2       | Derrota   | Eliminatorias al Mundial Catar 2022 |
| 22. | 8 de junio de 2021       | Quito          | Perú           | 1-2       | Derrota   | Eliminatorias al Mundial Catar 2022 |
| 23. | 13 de junio de 2021      | Cuiabá         | Colombia       | 0-1       | Derrota   | Copa América 2021                   |
| 24. | 20 de junio de 2021      | Río de Janeiro | Venezuela      | 2-2       | Empate    | Copa América 2021                   |
| 25. | 23 de junio de 2021      | Goiânia        | Perú           | 2-2       | Empate    | Copa América 2021                   |
| 26. | 27 de junio de 2021      | Goiânia        | Brasil         | 1-1       | Empate    | Copa América 2021                   |
| 27. | 3 de julio de 2021       | Brasilia       | Argentina      | 0-3       | Derrota   | Copa América 2021                   |
| 28. | 10 de octubre de 2021    | Caracas        | Venezuela      | 1-2       | Derrota   | Eliminatorias al Mundial Catar 2022 |
| 29. | 11 de noviembre de 2021  | Quito          | Venezuela      | 1-0       | Victoria  | Eliminatorias al Mundial Catar 2022 |
| 30. | 16 de noviembre de 2021  | Santiago       | Chile          | 2-0       | Victoria  | Eliminatorias al Mundial Catar 2022 |
| 31. | 29 de marzo de 2022      | Guayaquil      | Argentina      | 1-1       | Empate    | Eliminatorias al Mundial Catar 2022 |
| 32. | 5 de junio de 2022       | Chicago        | México         | 0-0       | Empate    | Amistoso                            |
| 33. | 12 de noviembre de 2022  | Madrid         | Irak           | 0-0       | Empate    | Amistoso                            |
| 34. | 17 de junio de 2023      | Harrison       | Bolivia        | 1-0       | Victoria  | Amistoso                            |
| 35. | 20 de junio de 2023      | Chester        | Costa Rica     | 3-1       | Victoria  | Amistoso                            |
| 36. | 7 de septiembre de 2023  | Buenos Aires   | Argentina      | 0-1       | Derrota   | Eliminatorias al Mundial 2026       |
| 37. | 12 de septiembre de 2023 | Quito          | Uruguay        | 2-1       | Victoria  | Eliminatorias al Mundial 2026       |
| 38. | 21 de noviembre de 2023  | Quito          | Chile          | 1-0       | Victoria  | Eliminatorias al Mundial 2026       |
| 39. | 21 de marzo de 2024      | Harrison       | Guatemala      | 2-0       | Victoria  | Amistoso                            |

### Goles internacionales
| \| N.° \| Fecha \| Lugar \| Rival \| Gol \| Resultado \| Resultado \| Competición \| \| --- \| ----------------------- \| ------------------------------------------- \| -------- \| --- \| --------- \| --------- \| -------------------------- \| \| 1. \| 22 de febrero de 2017 \| Estadio George Capwell, Guayaquil, Ecuador \| Honduras \| 2–1 \| 3–1 \| Victoria \| Amistoso \| \| 2. \| 17 de noviembre de 2020 \| Estadio Rodrigo Paz Delgado, Quito, Ecuador \| Colombia \| 1–0 \| 6–1 \| Victoria \| Eliminatorias Mundial 2022 \| |                         |                                             |          |     |           |           |                            |
| N.° | Fecha                   | Lugar                                       | Rival    | Gol | Resultado | Resultado | Competición                |
| 1. | 22 de febrero de 2017   | Estadio George Capwell, Guayaquil, Ecuador  | Honduras | 2–1 | 3–1       | Victoria  | Amistoso                   |
| 2. | 17 de noviembre de 2020 | Estadio Rodrigo Paz Delgado, Quito, Ecuador | Colombia | 1–0 | 6–1       | Victoria  | Eliminatorias Mundial 2022 |

## Estadísticas

### Clubes
Actualizado al último partido jugado el 6 de agosto de 2025.
| Club                           | Div.          | Temporada     | Liga  | Liga  | Copas nacionales | Copas nacionales | Copas internacionales | Copas internacionales | Otros        | Otros        | Total | Total |
| Club                           | Div.          | Temporada     | Part. | Goles | Part.            | Goles            | Part.                 | Goles                 | Part.        | Goles        | Part. | Goles |
| ------------------------------ | ------------- | ------------- | ----- | ----- | ---------------- | ---------------- | --------------------- | --------------------- | ------------ | ------------ | ----- | ----- |
| Olmedo · Ecuador               | 1.ª           | 2010          | 0     | 0     | Inexistentes     | Inexistentes     | Inexistentes          | Inexistentes          | Inexistentes | Inexistentes | 0     | 0     |
| Olmedo · Ecuador               | Total club    | Total club    | 0     | 0     | 0                | 0                | 0                     | 0                     | 0            | 0            | 0     | 0     |
| Municipal Cañar · Ecuador      | 2.ª           | 2011          | 16    | 5     | Inexistentes     | Inexistentes     | Inexistentes          | Inexistentes          | Inexistentes | Inexistentes | 16    | 5     |
| Municipal Cañar · Ecuador      | Total club    | Total club    | 16    | 5     | 0                | 0                | 0                     | 0                     | 0            | 0            | 16    | 5     |
| C. D. Grecia · Ecuador         | 2.ª           | 2011          | 6     | 0     | Inexistentes     | Inexistentes     | Inexistentes          | Inexistentes          | Inexistentes | Inexistentes | 6     | 0     |
| C. D. Grecia · Ecuador         | 2.ª           | 2012          | 32    | 2     | Inexistentes     | Inexistentes     | Inexistentes          | Inexistentes          | Inexistentes | Inexistentes | 32    | 2     |
| C. D. Grecia · Ecuador         | Total club    | Total club    | 38    | 2     | 0                | 0                | 0                     | 0                     | 0            | 0            | 38    | 2     |
| Liga de Loja · Ecuador         | 1.ª           | 2013          | 23    | 4     | Inexistentes     | Inexistentes     | 5                     | 0                     | Inexistentes | Inexistentes | 28    | 4     |
| Liga de Loja · Ecuador         | 1.ª           | 2014          | 41    | 1     | Inexistentes     | Inexistentes     | Inexistentes          | Inexistentes          | Inexistentes | Inexistentes | 41    | 1     |
| Liga de Loja · Ecuador         | Total club    | Total club    | 64    | 5     | 0                | 0                | 5                     | 0                     | 0            | 0            | 69    | 5     |
| Universidad Católica · Ecuador | 1.ª           | 2015          | 39    | 1     | Inexistentes     | Inexistentes     | 2                     | 0                     | —            | —            | 41    | 1     |
| Universidad Católica · Ecuador | 1.ª           | 2016          | 37    | 7     | Inexistentes     | Inexistentes     | 2                     | 0                     | —            | —            | 39    | 7     |
| Universidad Católica · Ecuador | 1.ª           | 2017          | 17    | 4     | Inexistentes     | Inexistentes     | 2                     | 0                     | —            | —            | 19    | 4     |
| Universidad Católica · Ecuador | Total club    | Total club    | 93    | 12    | 0                | 0                | 6                     | 0                     | 0            | 0            | 99    | 12    |
| São Paulo F. C. · Brasil       | 1.ª           | 2017          | 23    | 3     | 0                | 0                | 0                     | 0                     | 0            | 0            | 23    | 3     |
| São Paulo F. C. · Brasil       | 1.ª           | 2018          | 26    | 0     | 3                | 0                | 2                     | 0                     | 9            | 1            | 40    | 1     |
| São Paulo F. C. · Brasil       | 1.ª           | 2019          | 29    | 1     | 1                | 0                | 4                     | 0                     | 13           | 1            | 47    | 2     |
| São Paulo F. C. · Brasil       | 1.ª           | 2020          | 21    | 1     | 3                | 0                | 4                     | 1                     | 11           | 1            | 39    | 3     |
| São Paulo F. C. · Brasil       | 1.ª           | 2021          | 17    | 1     | 2                | 0                | 7                     | 0                     | 13           | 3            | 39    | 4     |
| São Paulo F. C. · Brasil       | 1.ª           | 2022          | 8     | 0     | 4                | 2                | 3                     | 2                     | 9            | 0            | 24    | 4     |
| São Paulo F. C. · Brasil       | 1.ª           | 2023          | 20    | 0     | 10               | 0                | 9                     | 1                     | 3            | 0            | 42    | 1     |
| São Paulo F. C. · Brasil       | 1.ª           | 2024          | 27    | 2     | 5                | 0                | 10                    | 0                     | 9            | 0            | 51    | 2     |
| São Paulo F. C. · Brasil       | 1.ª           | 2025          | 13    | 3     | 3                | 0                | 4                     | 0                     | 12           | 1            | 32    | 4     |
| São Paulo F. C. · Brasil       | Total club    | Total club    | 184   | 11    | 31               | 2                | 43                    | 4                     | 79           | 7            | 337   | 24    |
| Total carrera                  | Total carrera | Total carrera | 395   | 35    | 31               | 2                | 54                    | 4                     | 79           | 7            | 559   | 48    |
| 1. 2. 3.                       |               |               |       |       |                  |                  |                       |                       |              |              |       |       |

### Participaciones internacionales
| Torneo                 | Club                 | Año              |
| ---------------------- | -------------------- | ---------------- |
| Copa Sudamericana 2013 | Liga de Loja         | Octavos de final |
| Copa Sudamericana 2015 | Universidad Católica | Primera fase     |
| Copa Sudamericana 2016 | Universidad Católica | Primera fase     |
| Copa Sudamericana 2017 | Universidad Católica | Segunda fase     |
| Copa Libertadores 2019 | São Paulo F. C.      | Segunda fase     |
| Copa Libertadores 2020 | São Paulo F. C.      | Fase de grupos   |
| Copa Sudamericana 2020 | São Paulo F. C.      | Segunda fase     |
| Copa Libertadores 2021 | São Paulo F. C.      | Cuartos de final |

## Palmarés

### Campeonatos regionales
| Título              | Club            | Estado    | Año  |
| ------------------- | --------------- | --------- | ---- |
| Campeonato Paulista | São Paulo F. C. | São Paulo | 2021 |

### Campeonatos nacionales
| Título              | Club            | Año  |
| ------------------- | --------------- | ---- |
| Copa de Brasil      | São Paulo F. C. | 2023 |
| Supercopa de Brasil | São Paulo F. C. | 2024 |

## Controversias

### Camisa Palmeiras
Hubo una polémica a finales de 2019 en la que Arboleda estaría en una foto junto a su compatriota Billy Arce vistiendo la camiseta del Palmeiras, uno de los principales rivales del São Paulo, equipo de Arboleda en ese momento. Según él jugador vestir la camiseta del Palmeiras sería el resultado de una apuesta que perdió. Después de esta discusión, terminó alejado de la alineación titular por un tiempo, una acción que describió como "estupidez", pero terminó regresando la siguiente temporada y luego de su regreso nunca abandonó la alineación titular.
Después de grandes actuaciones y de ganar el título del Campeonato Paulista 2021, gran parte de la afición paulista habría "perdonado" a Arboleda por el caso de la camiseta del rival.

### Fiesta en medio de una pandemia
En octubre de 2020, Arboleda fue capturado en una discoteca en medio de la pandemia de covid-19. La acción del defensor provocó el enfado de la afición y de la junta directiva del club, luego del caso, fue multado y nuevamente estuvo un tiempo fuera de la red principal del equipo, pero volvió al once inicial un mes después, en los triunfos sobre Bahia y Goiás, en los que el equipo venció por 3-1 y 3-0 respectivamente.

### Segunda fiesta en medio de la pandemia
El 28 de mayo de 2021, Arboleda fue nuevamente capturado en una fiesta clandestina en medio de la pandemia de COVID-19 con el jugador con David Neres, jugador del Ajax en ese momento, y otras 122 personas en su mayoría sin mascarillas en el estado de São Paulo alrededor de las 2:00 de la madrugada. Después del evento, São Paulo anunció en una nota oficial que Arboleda sería multado una vez más, también sería aislado en los próximos días haciéndose pruebas diariamente hasta que estuvieran seguro de que no se había infectado.